# Agatha Christie (groupe)
Pour les articles homonymes, voir Christie.

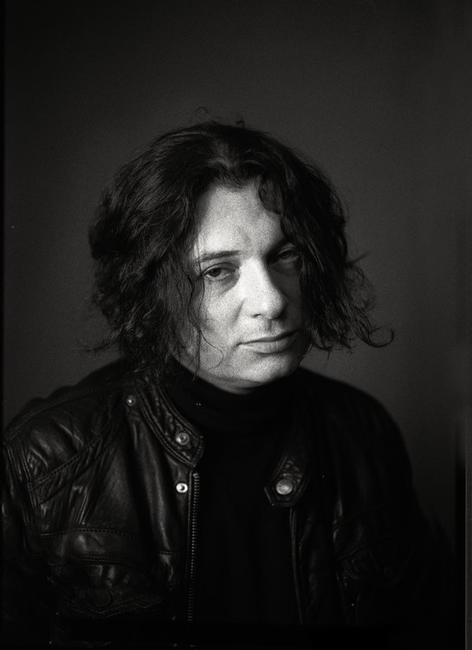
Vadim Samoïlov.

Agatha Christie (variantes d'orthographe : Agata Kristi, Agata Kristy; en alphabet cyrillique : Агата Кристи ) est un groupe de rock gothique ou rock russe créé en 1988 à Sverdlovsk (ville située au pied des monts Oural appelée actuellement Iékaterinbourg).

## Historique
Le premier album du groupe comprenait uniquement les tout premiers membres : Vadim Samoïlov, Alexandr Kozlov, Piotr Maï et Alexandr Kouznetsov. Le jeune frère de Vadim, Gleb Samoïlov, les a rejoints pour le premier concert et l'album suivant. Après le départ de Maï et Kouznetsov participèrent aussi au second album Albert Potapkin et Lev Choutyliov, qui enregistra aussi le troisième album, sans Potapkin.
Le line-up principal ne bougea pas de 1991 à 2001, comprenant Vadim Samoïlov au chant, guitares, basses, programmations, textes et musique, Gleb Samoïlov au chant, guitares, basses, programmations, textes et musique, Kotov à la batterie, et Kozlov aux claviers, programmations, textes et musique, avant sa disparition en mars 2001.
En 2009, et pour l'enregistrement de leur dernier et ultime album « Epilog », les frères Samoïlov se séparent de leur batteur Andreï Kotov, pas assez présent lors des compositions et des enregistrements en studio. Ils le remplacent par Dmitri « Snake » Khakimov (ex-Naïve) et recrutent le bassiste-claviériste Konstantin Bekrev (ex-Mir Ogna), qui participèrent à la tournée d'adieu du groupe « Epilog tour ». Ces deux derniers ont fondé le groupe « The Matrixx » avec Valerii Arkadin. Ils tournent depuis 2010 avec Gleb, sous le nom de « Gleb Samoïloff and the Matrixx » et ont sorti 5 albums à ce jour : Прекрасное Жестоко (2010), Треш (2011), Живые но Мертвые (2013), Light (2014) et Резня в Асбесте (2015).
Parallèlement au groupe Agatha Christie, Gleb Samoïlov a enregistré en solo 2 albums studio, Malienki Fritz (Маленький Фриц) en 1990, et Svistopliaska (Cвистопляска) en 1994. Vadim, lui aussi a intégré les studios pour Poluostrova (Полуострова) en 2003 et Poluostrova 2 en 2006. Ils ont également fait partie du collectif Nietchetnii Voin créé par le groupe Bi-2 et regroupant la crème du pop-rock russe.
Aleksandr Kozlov a enregistré en 1994 l'album Intermezzo : Digital Generation (musique pour relaxation) dont il était l'auteur de tous les tracks.
En 2015, les frères Samoïlov se sont réunis pour donner deux concerts « nostalgiques » sous le nom d'Agatha Christie. Les stades à Moscou et Saint-Pétersbourg ont réuni environ 20 000 spectateurs.

## 1. Discographie
| Titre Original                     | Titre Phono-traduit               | Traduction                         | Année de sortie |
| ---------------------------------- | --------------------------------- | ---------------------------------- | --------------- |
| Второй фронт                       | Vtaroï front                      | Second front                       | 1988            |
| Коварство и любовь                 | Kovarstvo i lioubov               | Cruauté et amour                   | 1989            |
| Декаданс                           | Dekadans                          | Décadence                          | 1991            |
| Позорная звезда                    | Pazornaya zviezda                 | Etoile Honteuse                    | 1993            |
| Пять лет Live                      | Piat' liet Live                   | Cinq ans Live (**)                 | 1994            |
| Oпиум                              | Opium                             | Opium                              | 1995            |
| Heroin 0 Remixed                   | Heroin 0 Remixed                  | Héroine 0 Remixed (*)              | 1996            |
| Ураган                             | Uragan                            | Ouragan                            | 1996            |
| 10 лет жизни                       | 10 liet jizni                     | 10 ans de vie( **)                 | 1998            |
| Два корабля Remixed 2              | Dva karablia Remixed 2            | Deux navires Remixed 2 (*)         | 1998            |
| Чудеса                             | Tchoudessa                        | Miracles                           | 1998            |
| Максисингл № 1 Секрет              | Maxisingl № 1 Siekret             | Maxisingle № 1 Secret              | 2000            |
| Майн Кайф?                         | Mein Kaïf?                        |                                    | 2000            |
| Максисингл № 2 Выпить море         | Maxisingl № 2 Vypit' more         | Maxisingle № 2 Boire la mer        | 2000            |
| Максисингл № 3 Ein Zwei Drei Waltz | Maxisingl № 3 Ein Zwei Drei Waltz | Maxisingle № 3 Ein Zwei Drei Waltz | 2001            |
| Избранное                          | Izbrannoie                        | Sélectionné                        | 2002            |
| Скаzки                             | Skazki                            | Contes de fée                      | 2003            |
| Триллер. Часть 1                   | Triller. Tchast' 1                | Thriller. Partie 1                 | 2004            |
| Эпилог                             | Epilog                            | Épilogue                           | 2010            |

(*) collection de remixages
(**) enregistrement en concert

## 2. Concerts vidéo
-Концерт 15 лет (2003)
-Концерт Эпилог (2009)